# Tyran à ventre d'or
Myiodynastes hemichrysus
Espèce
Statut de conservation UICN

 LC  : Préoccupation mineure
Le Tyran à ventre d'or (Myiodynastes hemichrysus) est une espèce de passereau de la famille des Tyrannidae.

## Répartition et sous-espèces
Selon la classification de référence du Congrès ornithologique international (15.1, 2025) :
- M. h. hemichrysus (Cabanis, 1861) — cordillère de Talamanca ;
- M. h. minor Taczanowski & Berlepsch, 1885 — Andes colombiennes équatoriennes et nord-péruviennes ;
- M. h. cinerascens Todd, 1912 — montagnes du nord de la Colombie et du Venezuela.